# Temporada da Stock Light de 2025
A Stock Light de 2025 será a 32ª temporada da Stock Light, a principal categoria de acesso da Stock Car Pro Series.

## Calendário
O calendário da temporada 2025 foi divulgado em 4 de dezembro de 2024, e chegou a ser retificado em 16 de janeiro de 2025, com Cascavel abrindo a temporada em março. Mas o início foi adiado por conta do aumento no número de inscritos, e novas datas foram divulgadas em fevereiro de 2025.
| Redondo | Circuito                                      | Data           |
| ------- | --------------------------------------------- | -------------- |
| 1       | Autódromo José Carlos Pace, São Paulo         | 4 de maio      |
| 2       | Autódromo Internacional de Cascavel, Cascavel | 25 de maio     |
| 3       | Velopark, Nova Santa Rita                     | 8 de junho     |
| 4       | Autódromo Internacional de Cascavel, Cascavel | 7 de setembro  |
| 5       | Autódromo Velo Città, Mogi Guaçu              | 5 de outubro   |
| 6       | Autódromo BRB, Brasília                       | 30 de novembro |
| Fonte:  |                                               |                |

## Lista de inscritos
Todos os carros são equipados com motores V8 e usam o chassi JL.
| Equipe               | Nº. | Piloto              | Status | Rodadas |
| -------------------- | --- | ------------------- | ------ | ------- |
| SG28 Racing          | 16  | Mathias de Valle    |        | TBC     |
| SG28 Racing          | TBA | Lucca Zucchini      | E      | TBC     |
| SG28 Racing          | 7   | Bruna Tomaselli     | M      | TBC     |
| SG28 Racing          | TBA | Juninho Berlanda    | E      | TBC     |
| Garra Racing         | 29  | Guto Rotta          |        | TBC     |
| Garra Racing         | 18  | Akyu Myasava        |        | TBC     |
| Garra Racing         | TBA | Luís Trombini       | E      | TBC     |
| W2 ProGP             | 32  | Léo Reis            |        | TBC     |
| W2 ProGP             | 8   | Alfredinho Ibiapina |        | TBC     |
| W2 ProGP             | 77  | Erick Schotten      |        | TBC     |
| W2 ProGP             | 98  | Enzo Bedani         |        | TBC     |
| W2 ProGP             | TBA | Gabriel Koenigkan   | E      | TBC     |
| W2 ProGP             | TBA | Enzo Gianfratti     | E      | TBC     |
| MForce               | TBA | João Bortoluzzi     | E      | TBC     |
| MForce               | TBA | Will Cesar          | E      | TBC     |
| RTR Sport Team       | 218 | Vinícius Papareli   |        | TBC     |
| RTR Sport Team       | 82  | Pedro Garcia        | E      | TBC     |
| RTR Sport Team       | TBA | Witold Ramasauskas  | E      | TBC     |
| Infinity Competições | TBA | Enzo Falquete       | E      | TBC     |
| Infinity Competições | 25  | Kaká Magno          | M      | TBC     |

| Ícone | Status    |
| ----- | --------- |
| E     | Estreante |
| M     | Mulher    |